# Унемисль (Нижньосілезьке воєводство)
Унемисль (пол. Uniemyśl, нім. Berthelsdorf) — село в Польщі, у гміні Любавка Каменноґурського повіту Нижньосілезького воєводства.
Населення — 80 осіб (2011).
У 1975-1998 роках село належало до Єленьоґурського воєводства.

## Демографія
Демографічна структура станом на 31 березня 2011 року:
|          | Загалом | Допрацездатний вік | Працездатний вік | Постпрацездатний вік |
| -------- | ------- | ------------------ | ---------------- | -------------------- |
| Чоловіки | 37      | 2                  | 34               | 1                    |
| Жінки    | 43      | 10                 | 24               | 9                    |
| Разом    | 80      | 12                 | 58               | 10                   |